# Академия изобразительных искусств (Севилья)
Королевская академия изящных искусств Святой Елизаветы Венгерской (исп. Real Academia de Bellas Artes de Santa Isabel de Hungría — государственная академия художеств в Испании, расположенная в Севилье (Андалузия). Входит в Институт академий Андалузии и Институт Испании.

## История
Создана как Школа живописи («Academia Sevillana») Франсиско Пачеко в 1660 году. Теоретик живописи Ф. Пачеко пытался собрать просветительский круг единомышленников, впервые в Андалузии организовать образовательную систему. В числе основателей севильской Школы живописи были Бартоломе Эстебан Мурильо, ставший её первым директором, Хуан де Вальдес Леаль (директор с 1663 по 1666, 1668—1669), Франсиско Эррера (младший) и ряд других деятелей искусства.
Школа живописи («Academia Sevillana») стала пятой академией живописи, основанной в Европе и первой в Испании.
В Школе впервые официально было введено изучение нагого человеческого тела
В 1759 году группа художников приняла решение создать кроме класса живописи, ещё отделения скульптуры и архитектуры и назвать её «Школой трёх благородных искусств».
В 1771 году король Испании Карл III взял школу под свою опеку.
В 1843 году во время регентства королевы Марии Кристины Школа была преобразована в Королевскую академию изящных искусств Святой Елизаветы Венгерской. В 1844 году при академии была создала отдельная организация, которая сосредоточилась на вопросах поощрения развития испанской культуры и защите памятников архитектуры.
Ныне имеет 7 отделений:
- архитектура,
- скульптура,
- живопись,
- музыка,
- археология,
- декоративное искусство,
- исполнительское и аудиовизуальное искусство.

Многие известные художники Испании были выпускниками Академии в Севилье, в том числе, Николас Альперис, Мануэль Баррон и Каррильо, Гонсало Бильбао Мартинес, Антонио-Кабрал Бехарано, Фернандо Тирадо, Луис Хименес Аранда, Рикардо Лопес Кабрера, Антонио Мария Эскивель, Хосе Вильегас Кордеро и другие.